# Cryptochiridae
Cryptochiridae è una famiglia di granchi, appartenenti all'Ordine Decapoda. Ad essa appartengono le seguenti specie:
- Cryptochirus Heller, 1861
- Hapalocarcinus Stimpson, 1859
- Neotroglocarcinus Fize & Serene, 1957
- Opecarcinus Kropp & Manning, 1987
- Pelycomaia Kropp, 1990
- Pseudocryptochirus Hiro, 1938
- Pseudohapalocarcinus Fize & Serène, 1956
- Troglocarcinus Verrill, 1908
- Utinomiella Kropp & Takeda, 1988
- Cecidocarcinus Kropp & Manning, 1987
- Dacryomaia Kropp, 1990
- Detocarcinus Kropp & Manning, 1987
- Fizesereneia Takeda & Tamura, 1980
- Fungicola Serene, 1966
- Hiroia Takeda & Tamura, 1981
- Lithoscaptus A. Milne-Edwards, 1862
- Luciades Kropp & Manning, 1996
- Sphenomaia Kropp, 1990
- Xynomaia Kropp, 1990
- Zibrovia Kropp & Manning, 1996

Questi granchi vivono sulle barriere coralline e destano notevole interesse nei ricercatori. Appena nate, le femmine si trovano ad occupare una depressione sul corallo, e in qualche modo ancora misterioso per gli studiosi, riescono a controllare la crescita del corallo intorno a loro corpo, in modo da formare una piccola cavità che li avvolge e protegge. La cavità ha delle aperture laterali che permettono il flusso e deflusso dell'acqua di mare, la quale provvede a portare il cibo al granchio. I maschi,  molto più piccoli, sono liberi di muoversi a loro piacimento.